# Droga krajowa nr 174 (Kostaryka)
Droga krajowa nr 174 (hiszp. Ruta Nacional Secundaria 174/Ruta 174) – jedna z dróg krajowych w Kostaryce. Znajduje się ona w prowincji San José.

## Opis
W prowincji San José droga krajowa nr 174 przebiega przez kanton San José (przez dystrykt Pavas).